# Tinodes sanctus
Tinodes sanctus là một loài Trichoptera trong họ Psychomyiidae. Chúng phân bố ở miền Cổ bắc.